# Ministerium für Bau und Urbanistik der Republik Litauen
Das Ministerium für Bau und Urbanistik der Republik Litauen (lit. Lietuvos Respublikos statybos ir urbanistikos ministerija) ist ein ehemaliges Ministerium der Regierung Litauens. Als Bauministerium war es von 1990 bis  1998 für die Urbanistik- und Baupolitik der Republik Litauen zuständig. In Sowjetlitauen gab es Bauministerium der Litauischen SSR. Heute gibt es das Umweltministerium der Republik Litauen.

## Minister
- Algimantas Nasvytis (1990–1992)
- Algirdas Vapšys (1992–1994)
- Julius Laiconas (1994–1996)
- Aldona Baranauskienė (1996)
- Algis Čaplikas (1996–1998)

## Vizeminister
- 1990–1994: Julius Laiconas (* 1944)